# Diabetologia Doświadczalna i Kliniczna
Diabetologia Doświadczalna i Kliniczna – półrocznik Polskiego Towarzystwa Diabetologicznego wydawany przez Wydawnictwo Via Medica. Redaktorem naczelnym jest prof. Władysław Grzeszczak. Zastępcą redaktora naczelnego jest prof. Czesław Wójcikowski.
W skład rady naukowej wchodzą samodzielni pracownicy naukowi z tytułem profesora lub doktora habilitowanego z Polski oraz z zagranicy. Przewodniczącym rady jest prof. Jacek Sieradzki. Od 2006 roku czasopismo ukazuje się w wersji anglojęzycznej. 

## Działy
- prace poglądowe
- prace oryginalne
- normy badań biochemicznych

## Indeksacja
- Index Copernicus (IC)
- EMBASE
- Chemical Abstracts (CAS)
- CINAHL
- Scopus

Współczynniki cytowań:
- Index Copernicus (2009): 6,00[1]

Na liście czasopism punktowanych przez polskie Ministerstwo Nauki znajduje się w części B z sześcioma punktami.